# Claude Chapperon
Claude Chapperon, né le 13 novembre 1877 à Chambéry et mort le 5 novembre 1944 à Montrouge, est un ancien coureur cycliste français qui s'est essentiellement illustré sur Paris-Roubaix. Lors de l'édition de 1903, pris dans une chute avec Louis Trousselier, il repart par erreur avec le vélo de ce dernier. Devant changer de monture, il termine finalement 2e de l'épreuve, derrière Hippolyte Aucouturier,. Également inscrit sur le tout premier Tour de France la même année, il n'en prit finalement pas le départ.

## Palmarès
- 1897
  - 3e de Paris-Château-Thierry
- 1898
  - Paris-Vernon
  - Paris-Le Havre
  - Paris-Auxerre
  - Paris-Beauvais
  - 2e de Paris-Compiègne
  - 2e de Paris-Péronne
- 1899
  - La Garenne-Mantes
  - 3e de Paris-Rouen[5]
  - 3e du championnat de la Seine
- 1900
  - Course de côte de Chanteloup
  - Paris-Neauphle
  - Paris-Dreux
  - Paris-Amiens
  - Orléans-Blois-Orléans
  - Paris-Dieppe
  - 2e du championnat de la Seine
  - 2e de Paris-Château-Thierry
  - 2e de Clichy-Conflans-Clichy
  - 3e de la Coupe Galitzin
- 1901
  - Paris-Roubaix indépendants
  - Paris-Creil-Paris
  - Paris-Amiens
  - Coupe Galitzin
  - 2e de Paris-Châteaudun
- 1902
  - 4e de Paris-Roubaix
- 1903
  - 2e de Paris-Roubaix
  - 2e de Guingamp-Lamballe-Guingamp
  - 2e de Louviers-Chartres-Louviers
  - 2e de Paris-Valenciennes
- 1905
  - 6e de Paris-Roubaix